# Armenska apostolska Crkva
Armenska apostolska crkva (armenski: Հայ Առաքելական Եկեղեցի, Hay Arakelagan Yegeghetzi) je pretkalcedonska crkva rasprostranjena među Armencima. Pripada istočnim pravoslavnim Crkvama koje prihvaćaju samo prva tri ekumenska koncila te zbog toga imaju drugačiju kristološku poziciju u odnosu prema katoličanstvu i pravoslavlju.
Ova Crkva je prva nacionalna Crkva na svijetu jer je Armenija bila prva država na svijetu koja je proglasila kršćanstvo za službenu vjeru.
Današnji katolikos svih Armenaca je Njegova Svetost Karekin II. Nersisian, 132. po redu izabrani katolikos.

## Povijest
Armenska apostolska Crkva prihvaća samo prva tri ekumenska sabora te ima drugačiju kristološku terminologiju od kalcedonskih Crkava. Prema kalcedonskom vjerovanju jasno je izrečena vjera u dvije naravi u Kristu. Takav nauk nije prihvatila Armenska apotolska Crkva jer je smatrala da se tako odstupa od nauka Ćirila Aleksandrijskoga o Kristovom jedinstvu.
U drugoj polovici 20. stoljeća papa Ivan Pavao II. i ekumenski carigradski patrijarh Bartolomej I. prihvatili su armensko miafizitsko shvaćanje kao moguće tumačenje pravovjernog shvaćanja kršćanske vjere. Kristološke teološke rasprave između Armenske apostolske crkve i Katoličke crkve okončane su 13. prosinca 1996. kada je nauk Armenske apostolske crkve proglašen pravovjernim, što su u zajedničkoj izjavi potvrdili papa Ivan Pavao II. i katolikos Garegin II. Dana 27. rujna 2001. potpisana je još i zajednička crkvena deklaracija.

## Hijerarhija
Armenska apostolska Crkva podijeljena je upravno na dva katolikata i dva patrijarhata. Jedan katolikos stoluje u Ečmijadzinu (Armenija) i drugi u Anteliasu (Libanon). Postoje također carigradski armenski patrijarh i jeruzalemski armenski patrijarh. Prvenstvo je uvijek imao onaj katolikos koji je čuvao desnicu Grgura Prosvjetitelja. Tako se, nakon Firentinskog sabora njegova relikvija nalazile u Ečmijadzinu koje je sjedište Armenske apostolske Crkve.
Na vrhu crkvene hijerarhije stoji katolikos. Njegov službeni naslov je Njegova svetost Vrhovni patrijarh i Katolikos svih Armenaca. Katolikosa bira crkveno-narodni sabor, kao najviše tijelo Armenske Crkve. Taj se sabor sastoji od svećenika i laika.
Katolikos ima isključivo pravo blagosliva svetog ulja; svetkovina uljovarenja se događa jedanput u 7 godina. Također, jedini ima pravo posvećivati biskupe.
Svećenici i đakoni nisu obvezni na celibat, ali biskup može postati samo neoženjeni svećenik. Kandidat za svećenstvo koji neće živjeti u celibatu mora biti u braku najmanje godinu dana i imati sina. U Crkvi postoji i znanstveni stupanj vardapeta, odnosno vjeroučitelja. Jedino neoženjeni svećenici mogu dobiti počasni stupanj vardapeta. Vardapet zatim dobiva palicu s dvoglavim zmajem koji simbolizira mudrost te pravo tumačenja Božje riječi i poučavanja.

## Obredi

### Liturgija
Oblikovanje obreda nastalo je pod utjecajem grčkih i sirijskih tradicija. Nakon prijevoda Biblije i bogoslužnih tekstova na staroarmenski jezik, nakon 5. stoljeća, tradicije armenske liturgije postaju samostalne.
Euharistijski kruh u Armenskoj Crkvi je beskvasan.  Posebnost armenske liturgije je da se u kalež sipa čisto vino, bez miješanja s vodom.

### Matah
Obred matah (doslovno „donijeti sol”) naziv je za armensku tradiciju dobrotvorne gozbe za sirotinju. Osnovna svrha nije prinos žrtve, nego davanje dara Bogu pod prilikom pružanja milosti siromasima.
Svećenik prvo blagoslivlja sol koju dobročinitelj donosi u crkvu za matah. Prema tradiciji, za matah se kolju mužjaci ili junca, ovna ili pijetla. Nakon što se meso skuha u vodi s blagoslovljenom soli, dijeli se sirotinji. Meso se ne smije čuvati kod kuće, nego se treba razdijeliti istoga dana nakon klanja.

### Obredi
Armenska apostolska Crkva, iako poznaje obred bolesničkog pomazanja, ono je u praksi u potpunosti zapostavljeno. Sinoda Aremnske apostolske Crkve je u Sisu (Kozan) 1345. zaključila kako je nužno obnoviti sakrament bolesničkog pomazanja, no umjesto toga razvio se običaj da se umrle maže uljem po čelu, te da biskup na Veliki četvrtak vjernicima pere noge i pomazuje ih uljem. Neki u tom običaju vide ostatke sakramenta pomazanja.

## Odnosi s Katoličkom Crkvom
Od svih pretkalcedonskih Crkava, Armenska apostolska Crkva s Katoličkom Crkvom danas ima najaktivniji i najplodniji dijalog.
Armenska apostolska Crkva poslala je svoje promatrače na Drugi vatikanski sabor.
Papa Pavao VI. osobno se sastao s katolikosom Cilicije Horenom I. dva puta. Prvi put prilikom Pavlovog putovanja na euharistijski kongres u Bombaju, na bejrutskoj zračnoj luci 2. prosinca 1964. Drugi susret između njih dogodio se u Rimu od 9. do 11. svibnja 1967. Katolikos Horen bio je prvi vjerski poglavar jedne pretkalcedonske Crkve koji je posjetio papu, čak i prije pravoslavnih poglavara.
Tada su veze s Armenskom apostolskom Crkvom u Sovjetskom Savezu bile, razumljivo, slabije nego s onom u Ciliciji. S Crkvom u Ečmiadzinu u Armenskoj SSR veza je uspostavljena nešto kasnije, a dijalog je bio sporiji.
I Armenska apostolska Crkva iz Ečmiadzina poslala je svoje promatrače na Drugi vatikanski sabor. Vrijedan kontakt ostvaren je posjetom izaslanika Tajništva za zasjedanje kršćana mons. Willebrandsa i Dupreya katolikosu Vaskenu I. 6. lipnja 1965. Katolikosa Vazgena I. posjetio je i patrijarh Armenske katoličke Crkve Ignacije Petar XVI. Batanjan 31. studenog 1965. koji mu je tom prilikom uručio vlastoručno pismo pape Pavla VI.
Katolikos Vazgen I. u pratnji patrijarha Derderjana i Kalustjana posjetio je papu u Rimu od 8. do 12. svibnja 1970. godine.
Papa Pavao VI. sastao se s jeruzalemskim patrijarhom Derderjanom u Jeruzalemu od 4. do 6. siječnja 1964. u vrijeme svog hodočašća u Svetu Zemlju, a patrijarh je papu posjetio u Rimu 1968.
Carigradskog patrijarha Kalustjana papino izaslanstvo posjetilo je još 1964., a postom se susreo s kardinalom Beom 1965., a s papom Pavlom VI. konačno se sastao u vrijeme njegovog boravka u Istanbulu 25. i 26. srpnja 1967. godine.

### Članci
- Bagdasarov, Artur. 2014. Armenski narod, Armenska Apostolska Crkva i doprinos armenskih katolika hrvatskoj kulturi. Crkva u svijetu. Sveučilište u Splitu - Katolički bogoslovni fakultet. Split. 49 (4): 513–532
- Bagdasarov, Artur. 2017. Kratak pregled povijesti Armenske Katoličke Crkve. Crkva u svijetu. Sveučilište u Splitu - Katolički bogoslovni fakultet. Split. 52 (1): 89–100
- Barišić, Jerko. 1973. Stare istočne Crkve u dijalogu s Katoličkom Crkvom. Crkva u svijetu. Sveučilište u Splitu - Katolički bogoslovni fakultet. Split. 8 (4): 364–368

- Mateljan, Ante. 2011. "Liturgija svete tajne jeleosvećenja", Služba Božja. Katolički bogoslovni fakultet. Split. ISSN 18491057